# 장클로드 브리알리
장클로드 브리알리(Jean-Claude Brialy, 1933년 3월 30일 ~ 2007년 5월 30일)는 프랑스의 배우, 영화 감독이다.

## 작품 목록

### 영화 출연
- 양치기 전법 (1956)
- 크로이체르 소나타 (1956, La Sonate à Kreutzer)
- 사형대의 엘리베이터 (1958)
- 미남 세르쥬 (1958)
- 연인들 (1958)
- 사랑은 오직 한 길 (1958)
- Les Surmenés (1958) - 단편
- 사촌들 (1959)
- 400번의 구타 (1959)
- 모든 남자의 이름은 패트릭이다 (1959, Tous les garçons s'appellent Patrick)
- Le Chemin des écoliers (1959)
- 지골로 (1960, Le Gigolo)
- 물 이야기 (1961) - 젊은이 역
- 여자는 여자다 (1961)
- 파리는 우리의 것 (1961, Paris nous appartient)
- 사생활 (1962, Vie privée)
- 7대 죄악 (1962)
- 5시부터 7시까지의 클레오 (1962)
- 프랑스식 십계 (1962, Le Diable et les Dix Commandements)
- Les Veinards (1963)
- Carambolages (1963)
- 애정의 성 (1963, Château en Suède)
- 남자를 좇는 여인 (1964, La Chasse à l'homme)
- La Ronde (1964)
- Un monsieur de compagnie (1964)
- La mandragola (1965)
- 그것을 잘 알고 있다 (1965)
- 왕이 된 사나이 (1966, Le Roi de cœur)
- Un homme de trop (1967)
- 세상에서 가장 오래된 직업 (1967, Le Plus Vieux Métier du monde)
- 마농 70 (1968, Manon 70)
- 비련의 신부 (1968)
- 클레르의 무릎 (1970)
- 자유의 환상 (1974)
- 판사와 살인자 (1976)
- 탈옥 (1976)
- 바로코 (1976)
- Robert et Robert (1978)
- La Chanson de Roland (1978)
- La Banquière (1980)
- 사랑과 슬픔의 볼레로 (1981)
- 바렌느의 밤 (1982)
- La ragazza di Trieste (1982)
- 데들리 런 (1983, Mortelle Randonnée)
- 에디트 피아프의 사랑 (1983, Édith et Marc)
- 귀여운 반항아 (1985, L'Effrontée) - 샘 역
- 제4의 권력 (1985, Le Quatrième Pouvoir)
- 세기의 결혼 성전 (1985, Le Mariage du siècle)
- 형사 라바르뎅 (1986, Inspecteur Lavardin)
- 남과 여 20년 후 (1986, Un homme et une femme : Vingt ans déjà)
- 결백한 사람들 (1987, Les Innocents)
- 사랑의 아픔 (1987, Maladie d'amour)
- Maschenka (1987) - 콜린 역
- Comédie d'été (1989)
- 마이 뉴 파트너 2 (1990, Ripoux contre ripoux)
- 죽음은 두렵지 않다 (1990, S'en fout la mort)
- 여왕 마고 (1994)
- 미스터 몬스터 (1994)
- 프랑스 여인 (1995, Une femme française)
- 시몽 시네마의 101의 밤 (1995년)
- 보마르셰 (1996, Beaumarchais, l'insolent)
- 아프리카 아프리카 (1996, Les Caprices d'un fleuve)
- 케네디와 나 (1999, Kennedy et moi)
- 투 더 익스트림 (2000, In extremis)
- Hommage à Alfred Lepetit (2000) - 단편
- 배우들 (2000, Les Acteurs)
- 불공평한 경쟁 (2001, Concorrenza sleale)
- 스페셜 딜리버리 (2002, C'est le bouquet !)
- 카르티에 V.I.P. (2005, Quartier VIP)
- Vous êtes de la police ? (2007)
- 누벨바그의 추억 (2010, Deux de la vague)

### 텔레비전 출연
- 몽테크리스토 백작 (1998)